# スバッダ
スバッダ（巴: Subhadda、梵: Subhadra 音写：須跋陀、須跋陀羅、蘇跋陀羅 等他、訳：好賢、善賢 等他）は、釈迦の弟子の一人である。また釈迦が入滅する直前において最後に弟子となった人である。
彼はクシナガラのバラモンであった。遍歴行者で、四ヴェーダに通じ、聡明多智で五神通を得て、非想非非想定を得ていた。
彼は、釈迦仏が近々、涅槃に入られんことを聞き、最後の布教の旅でクシナガラに来訪した仏と会い、自身が疑問とするところを釈迦仏に質した。時に彼は120歳であったと伝えられる。そして疑問が解消されて釈迦仏の弟子となった後は、一人で群集から離れ修行に励み阿羅漢果を得た。彼は仏が涅槃に入るのを見るのが忍びなく、先に般涅槃したともいわれる（雑阿含経35）。
大智度論3には、彼はある夜、一切の人がみな失明し裸で闇中に立ち、日が落ち大地が破し、大海は乾いて、大風が須弥山を吹き散らしたという夢を見た。翌朝、仏が今夜半、涅槃せられんと聞き、釈迦仏に会って出家し、その日の夜のうちに証果を得たという。
部派仏教の涅槃経では、スバッダという人物が、釈迦入滅前に出家した時と釈迦が入滅した7日後と2度登場しているが、2度目に登場するスバッダは、釈迦仏の入滅を聞き摩訶迦葉に同行した500人の比丘の一人で、仏が涅槃したことを喜び、面倒な戒律を守らなくて済むから善かった、などと暴言を吐いている。このことから1人目と2人目のスバッダは同名別人と見るのが自然だと考えられている。また2人目のスバッダの暴言を聞いたことで摩訶迦葉が経典を結集（けつじゅう）を決意したといわれる。
この点について、学者のオルデンベルヒはこれを同一人物と見なしたが、リス・デイヴィッズは、1人目のスバッダを経典の記述の通りバラモンから改宗した人で、アンニャーシ・コンダンニャ（阿若憍陳如）の弟であるとし、2人目のスバッダはアートゥーマー部落の理髪師だとしている。また同経の失訳本では、前者を須跋と訳し、後者を檀頭という人で、釈迦族出身の人とする。長阿含経4や四分律54、十誦律60などは、六群比丘の跋難陀 Upananda が、仏の涅槃を聞き歓喜した、と遊行経と同じように書かれている。また善見論には、須跋陀羅摩訶羅といい、善見律1には、パーリ語で スバッドー(Subhaddo) とあるので、前者の須跋陀羅と、後者の須跋陀羅摩訶羅を二分し、別人と見なしている。